# Vizconde de Valmont
El vizconde de Valmont es, junto a la Marquesa de Merteuil, el personaje principal de la novela epistolar Las amistades peligrosas de Pierre Choderlos de Laclos. Es el antiguo amante y cómplice de ésta. Ambos tienen en común la belleza y su vida libertina.

## Descripción
Poco se sabe acerca de la infancia del vizconde de Valmont, pero sí que se advierte de su pasado de seductor. Pone en marcha estrategias impulsadas por la seducción de mujeres a las que él desprecia para alcanzar un objetivo completamente narcisista: el de demostrar que vale más que los demás hombres. Su talento a la hora de escribir manifiesta un cinismo que se asemeja al de la Marquesa de Merteuil, su gran cómplice.
Aunque tiene fama de libertino, su amor por Madame de Merteuil le obliga a llevar a cabo todas sus voluntades, aunque en ocasiones protesta por amor propio. La marquesa también ama a Valmont pero se empeña en ponerle siempre a prueba para que él demuestre que ella es su preferida: este peligroso juego terminará con el trágico final de Valmont.
La marquesa de Merteuil intenta manipular a Valmont para asegurarse una venganza personal hacia el conde de Gercourt, que ha sido uno de sus muchos amantes, pero el vizconde rehúsa en un primer momento seducir a la joven Cécile de Volanges, prometida de Gercourt, para que éste se case con una mujer que ya no es virgen. Valmont, sin embargo, prefiere centrar sus esfuerzos en otra mujer, austera y religiosa, Madame de Tourvel, ya que seducirla es un reto mucho más complicado que el de ser amado por una adolescente sin experiencia. Únicamente decide acceder a los deseos de la Marquesa cuando se entera de que Madame de Volanges, madre de Cécile, advierte a Madame de Tourvel de su libertinaje.
La relación que mantiene con la marquesa de Merteuil es muy ambigua: en un pasado fueron amantes y en la actualidad mantienen una correspondencia. Intenta convertirse de nuevo en su amante, pero ella le rechaza y le impone muchas condiciones. Es entonces cuando Valmont le propone una apuesta: seducir a la presidenta de Tourvel para que caiga en sus redes. A menudo expresa su recelo al talento seductor de Madame de Merteuil y a sus numerosos amantes.
Finalmente parece que este amor por la presidenta termina haciéndose real, ya que se muestra cada vez más lírico en sus cartas (incluso se llega a describir como enamorado). La marquesa, celosa de la presidenta y el vizconde, cada vez odia más esta relación. Tras un último intento para que Valmont vuelva a ella, decide retar a Valmont a abandonar a Madame de Tourvel tras haberla seducido. Valmont acepta y le pide a cambio que ambos vuelvan a ser amantes. Aunque sacrifique a la presidenta de Tourvel (a la que realmente ama), su deseo de recuperar el amor de Madame de Merteuil, pérfida, es mucho mayor.
El vizconde de Valmont muere en un duelo contra el caballero Danceny, amante de Madame de Merteuil, mientras que la presidenta sufre por la ruptura. Tras su muerte, deja sus cartas a la Marquesa, para que Danceny se dé cuenta de la clase de persona que ella es. Tras la divulgación de estos secretos, todo París se vuelve contra ella, que contrae la viruela y es desfigurada como castigo a todos sus crímenes.

## Inspiración
Para crear este personaje Choderlos de Laclos se habría inspirado en la figura de Alexandre de Beauharnais, primer esposo de Josefina de Beauharnais.
Además, durante su estancia en Grenoble como oficial de artillería, Laclos se habría encontrado con personajes característicos de la sociedad de su época como su propio primo Pierre François Paulin de Barral, señor de Allevard, antiguo mosquetero y escandaloso libertino. También podemos encontrar semejanzas entre Valmont y el personaje de Versac, salido de 'Les Égarements du cœur et de l'esprit, novela de Crébillon hijo (1736).

## Encarnaciones en pantalla
Este personaje ha sido encarnado por:
- en 1959, en Les Liaisons dangereuses 1960 de Roger Vadim, por Gérard Philipe ;
- en 1980, en Les Liaisons dangereuses de Claude Barma, por Jean-Pierre Bouvier ;
- en 1980, en Nebezpecné známosti de Miloslav Luther, por Juraj Kukura ;
- en 1988, en Dangerous Liaisons de Stephen Frears, por John Malkovich ;
- en 1989, en Valmont de Miloš Forman, por Colin Firth ;
- en 1994, en Les Liaison dangereuses de Gary Halvorson, por Thomas Hampson ;
- en 1999, en Cruel Intentions de Roger Kumble, por Ryan Phillippe ;
- en 2001, en Cruel Intentions 2 de Roger Kumble, por Robin Dunne ;
- en 2003, en Les Liaisons dangereuses de Josée Dayan, por Rupert Everett.

## Encarnaciones en el teatro
- en 1987, por su actuación en Les liaisons dangereuses Alan Rickman y Lindsay Duncan fueron nominados a los Premios Tony y a los Drama Desk Award, ganando Alan Rickman en el mismo año el premio al mejor actor por el New-York Critics Circle Award.